# NGC 408
NGC 408 est une étoile située dans la constellation des Poissons.
L'astronome suédois Herman Schultz (en) a enregistré la position de cette étoile le 22 octobre 1867. Cette étoile est située près de la galaxie NGC 410.
La base de données Simbad, qui par ailleurs contient plusieurs erreurs d'identification, associe NGC 408 à la galaxie LEDA 4221 (PGC 4221). Cette galaxie est située directement au sud de NGC 408 et à peu près à mi-chemin entre les galaxies NGC 407 et NGC 410 et ne correspond ni à la description ni à la position écrites par Schultz.